# Дальнич
Да́льнич — село в Україні, у Львівському районі Львівської області. Населення становить 287 осіб. Орган місцевого самоврядування — Кам'янка-Бузька міська рада.

## Населення

### Мова
Розподіл населення за рідною мовою за даними перепису 2001 року:
| Мова       | Кількість | Відсоток |
| ---------- | --------- | -------- |
| українська | 287       | 100%     |